# Eduardo Braga
Carlos Eduardo de Sousa Braga, né le 6 décembre 1960, est un homme politique brésilien.